# 16 février 1952
Le samedi 16 février 1952 est le 47e jour de l'année 1952.

## Naissances
- Adam Gardzina, joueur polonais de basket-ball
- Bernard Bombeau, journaliste et historien français
- Carmen Leblanc, écrivaine canadienne
- Carter Ham, général américain
- Dariusz Kwiatkowski (mort le 27 février 2016), joueur polonais de basket-ball
- Detlef Berentzen (mort le 18 juillet 2019), journaliste et écrivain allemand
- Gérard Kautai, entraîneur français de football
- Gustavo Fernández, joueur uruguayen de football
- Ivo Papazov, musicien bulgare
- James Ingram (mort le 29 janvier 2019), auteur-compositeur-interprète et producteur américain
- Jan Kerouac (morte le 5 juin 1996), écrivaine américaine
- John Feaver, joueur de tennis britannique
- Patrick Cluzaud, coureur cycliste français
- Pierre Descoteaux (mort le 9 avril 2018), personnalité politique canadienne
- Vijay Singh, réalisateur indien

## Décès
- Edward Claypoole (né le 20 décembre 1883), compositeur américain
- Jaap Barendregt (né le 10 janvier 1905), footballeur néerlandais
- Thomas Jean Bourque (né le 11 mai 1864), personnalité politique canadienne

## Événements
- Premier vol du de Havilland DH.106 Comet 2, premier avion de ligne à réaction de l'histoire de l'aviation civile
- Début des épreuves de patinage artistique et de patinage de vitesse aux jeux olympiques d'hiver de 1952